# 目印
| ウィキペディアには「目印」という見出しの百科事典記事はありません（タイトルに「目印」を含むページの一覧/「目印」で始まるページの一覧）。 代わりにウィクショナリーのページ「めじるし」が役に立つかもしれません。 |